# Těšnice
Těšnice jsou osada, část města Švihov v okrese Klatovy v Plzeňském kraji. Nachází se asi čtyři kilometry jihovýchodně od Švihova. Těšnice leží v katastrálním území Kamýk u Švihova o výměře 5,61 km².

## Historie
První písemná zmínka o vesnici pochází z roku 1379. Z vesnice pocházely šlechtické rody Blehů a Mlázovských z Těšnice.

## Obyvatelstvo
| Rok            | 1869 | 1880 | 1890 | 1900 | 1910 | 1921 | 1930 | 1950 | 1961 | 1970 | 1980 | 1991 | 2001 | 2011 | 2021 |
| -------------- | ---- | ---- | ---- | ---- | ---- | ---- | ---- | ---- | ---- | ---- | ---- | ---- | ---- | ---- | ---- |
| Počet obyvatel | 38   | 37   | 41   | 28   | 20   | 28   | 20   | 19   | 14   | 20   | 4    | 3    | 15   | 6    | 7    |
| Počet domů     | 5    | 5    | 5    | 5    | 4    | 4    | 4    | 5    | 5    | 7    | 2    | 4    | 8    | 4    | 4    |

## Obecní správa
Při sčítání lidu v letech 1850–1909 Těšnice byly osadou obce Otín v okrese Klatovy. V letech 1910–1963 byly osadou obce Kamýk, se kterým patřily nejprve do okresu Klatovy, ale v roce 1950 v okrese Přeštice. Od roku 1964 jsou částí města Švihov v okrese Klatovy.

## Pamětihodnosti
- Mohylník

## Fotogalerie

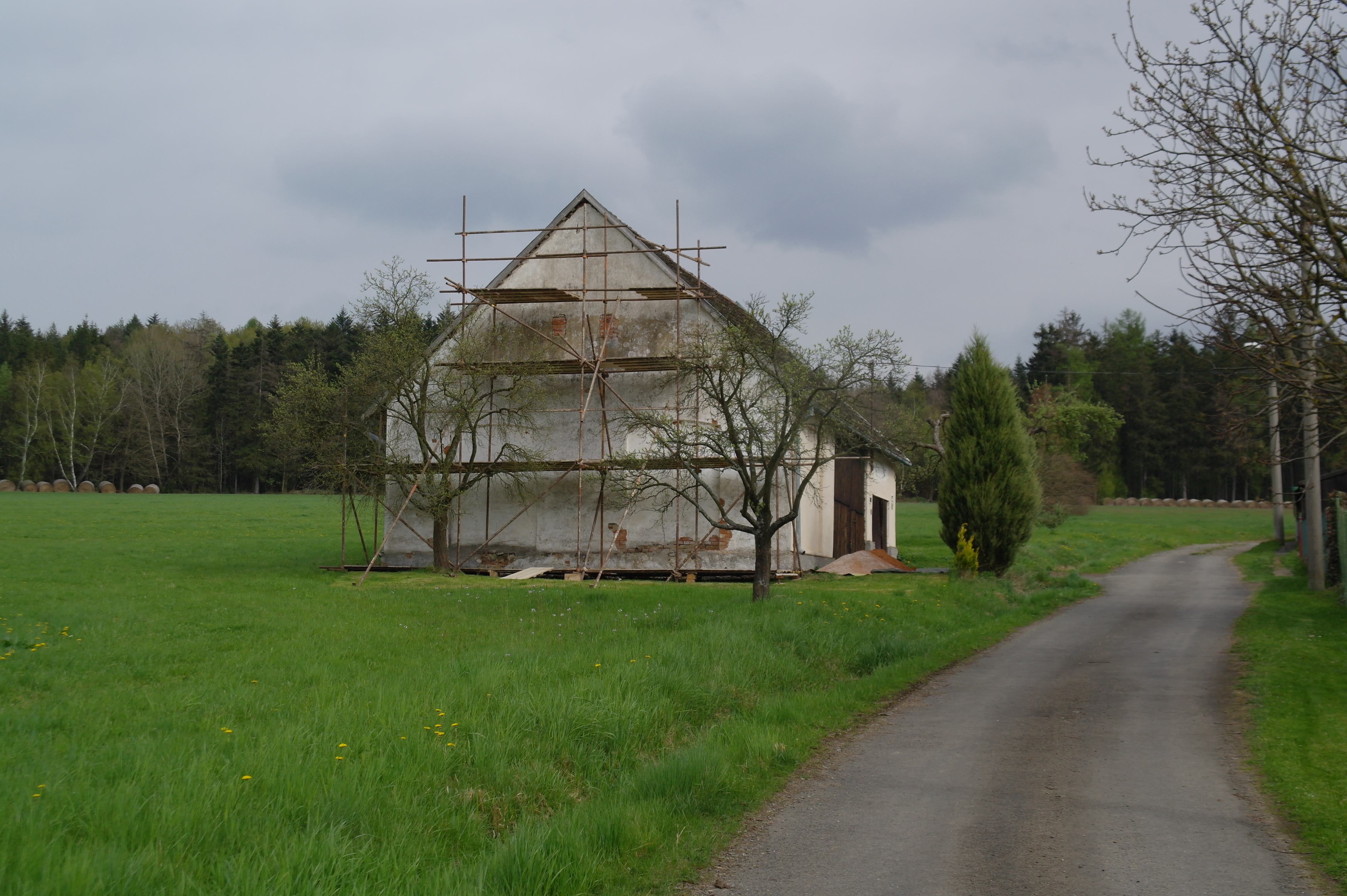
Rekonstruovaný dům v obci
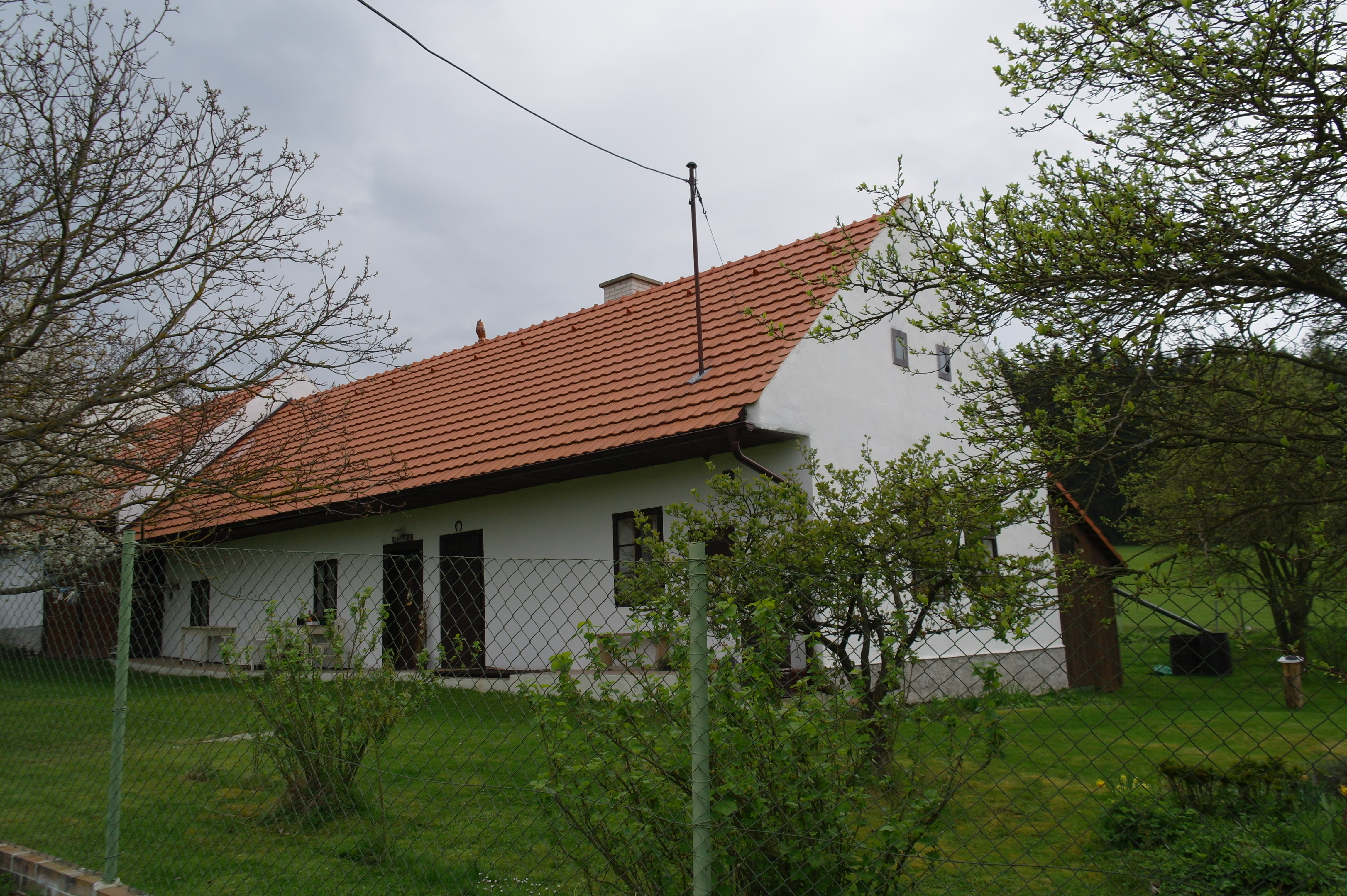
Místní dům
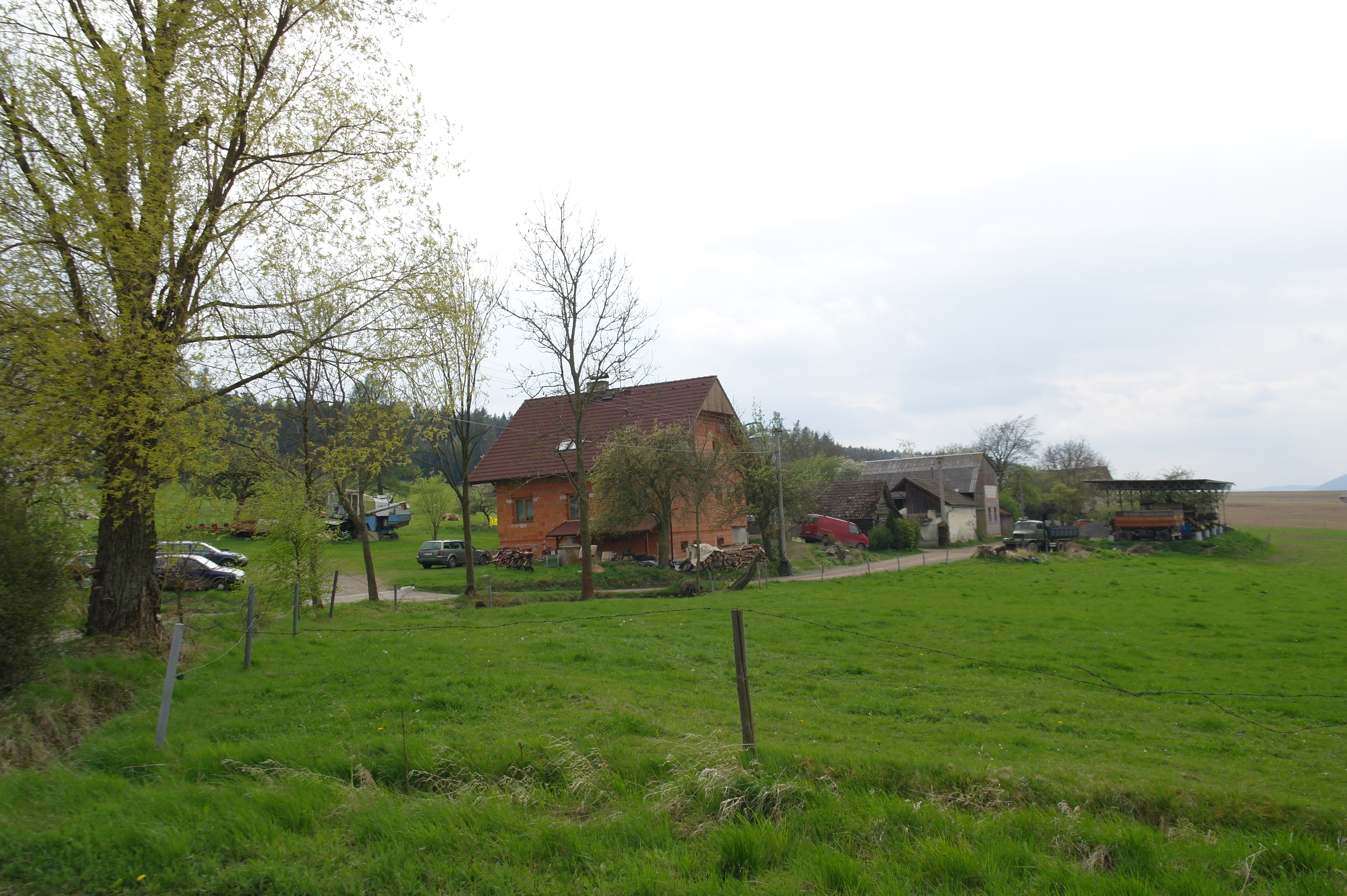
Místní domy